# أوريبو سور سيانيي
أوريبو سور سيانيي (بالفرنسية: Auribeau-sur-Siagne) هي بلدية فرنسية تقع في إقليم الألب البحرية من منطقة بروفنس ألب كوت دازور في جنوب شرق فرنسا. تبلغ مساحة هذه المدينة 5.48 (كم²)، وترتفع عن سطح البحر م، يبلغ عدد سكانها 2847 نسمة حسب إحصاء المعهد الوطني للإحصاء والدراسات الاقتصادية سنة 2009 م. وترأس Jacques Varrone البلدية خلال فترة (2008-2014).

## وصلات خارجية
- صفحة البلدية على موقع المعهد الوطني للإحصاء والدراسات الاقتصادية